# 동산반환청구소송
동산반환청구소송, 불법적 동산점유에 대항하는 소송의 한종류이며 현재 동산을 점유하고 있는 사람보다 더 큰물권을 가진다고 주장하는 이에 의해 제기되며 물건의 가치이하의 보상을 받는 것이 가능하다. 영미법에서는 두 종류의 소송제도를 가지고 있는데 하나는 Detinue sur bailment 또하나는 Detinue sur trover이다.

## 같이 보기
- 동산점유회복소송
- 횡령물회복소송